# نان

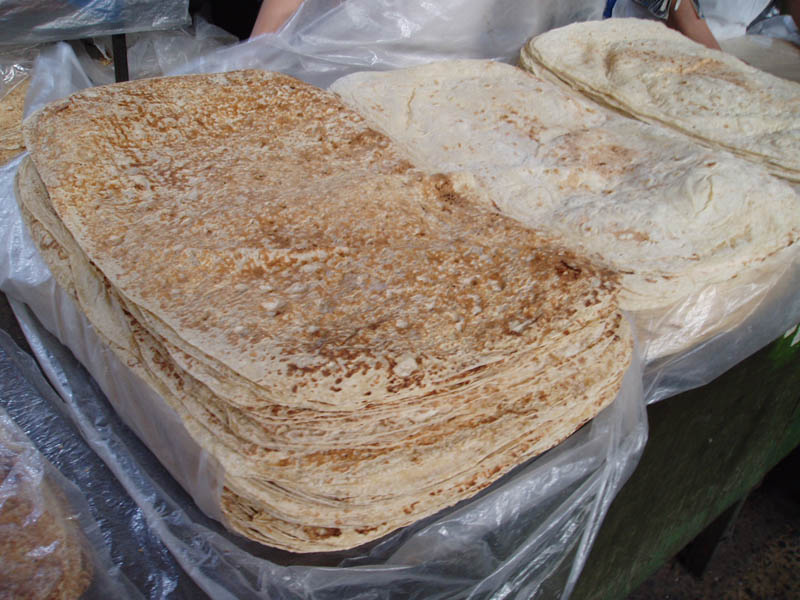
نان لواش

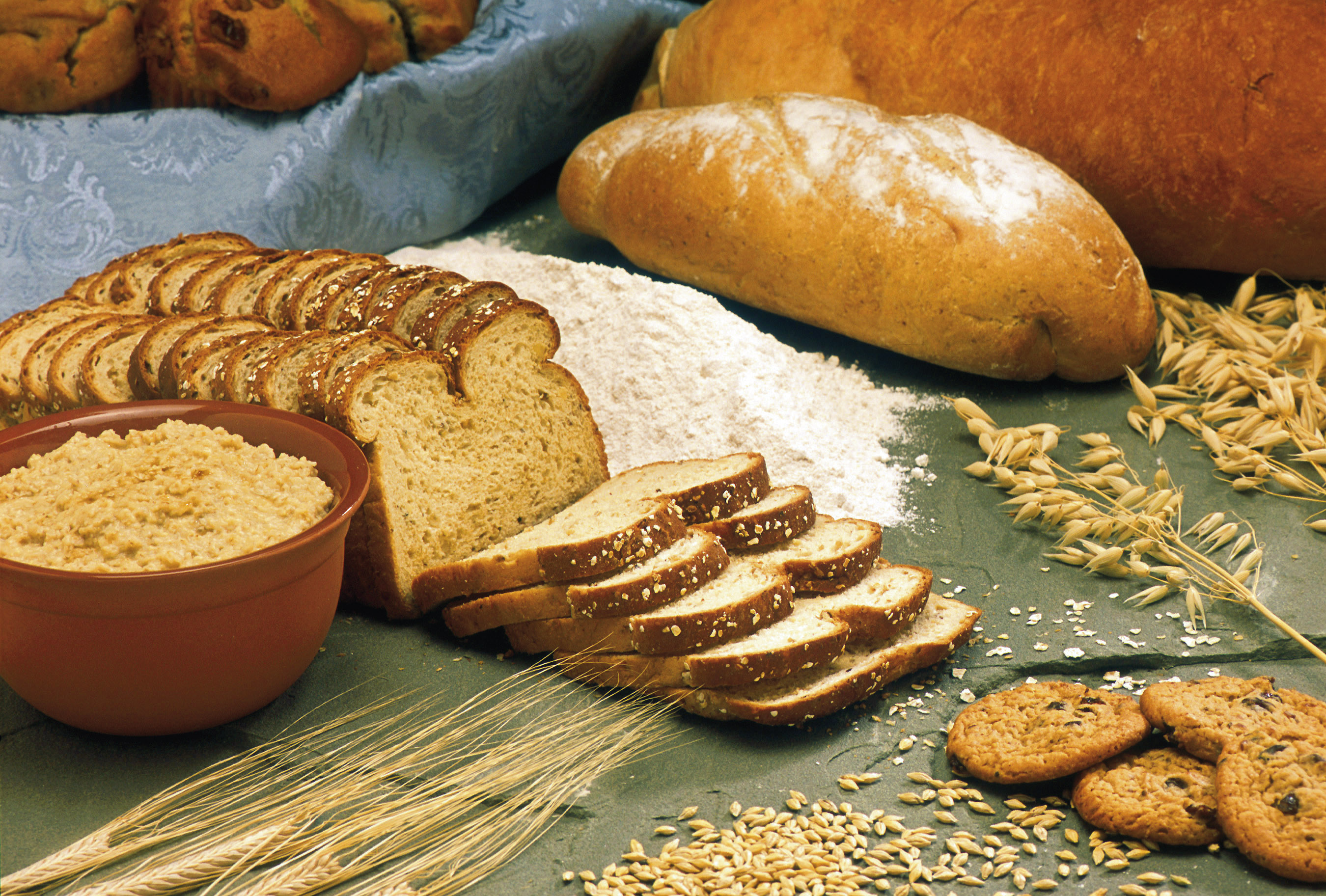
چند نوع نان حجیم

نان نوعی خوراک جامد و قابل شمارش است  که با پختن، بخارپز کردن یا سرخ کردن خمیر فراهم می‌شود. در پخت نان به جز آردِ غلات، آب، مخمر و نمک، گاه از شیر، روغن، انواع ادویه و افزودنی‌های دیگر نیز استفاده می‌شود. تنوع مواد اولیه و گوناگونی شیوه‌های پخت، انواع بسیار مختلفی از نان را به‌دست می‌دهد. نان در سراسر جهان، یک خوراک بنیادی شمرده می‌شود. معمولاً از آرد گندم خمیری فراهم شده که به کمک خمیرمایه، ور می‌آید و حجمش زیاد می‌شود و در پایان، درون تنور یا فر، پخته می‌شود.

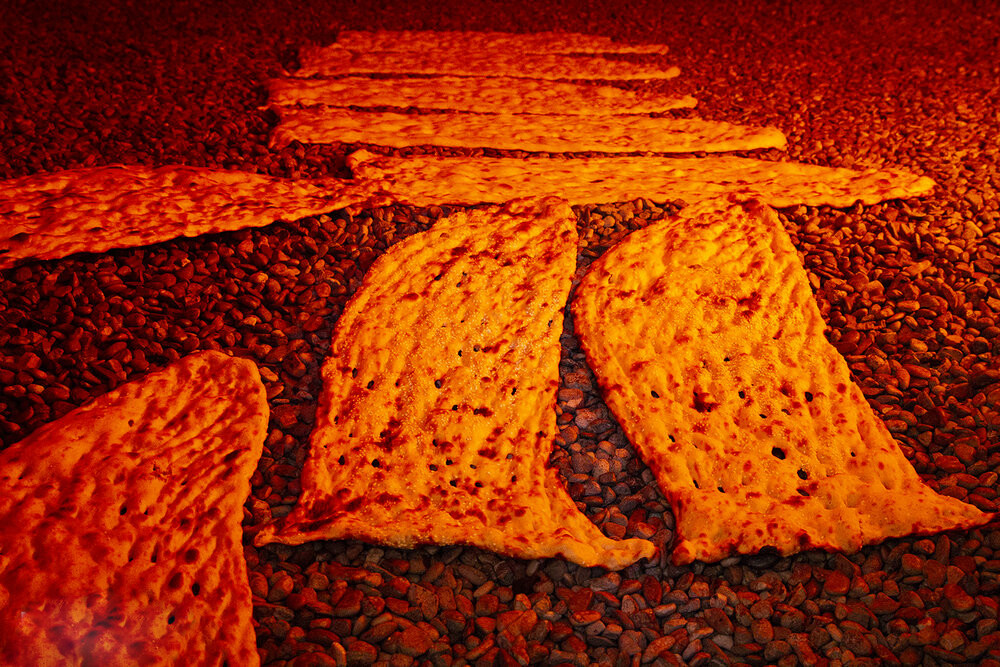
نان سنگک

معمولاً آرد گندم را در پخت نان به‌کار می‌برند اما گاهی نیز آرد گندم سیاه، جو، ذرت و جو دوسر به تنهایی یا آمیخته با آرد گندم در پخت نان به‌کار می‌روند.
خمیر نان ممکن است با استفاده از عامل ورآورنده مانند میکروب‌های طبیعی (مانند خمیر ترش)، مواد شیمیایی (مانند جوش شیرین)، مخمرهای تولیدشده به‌صورت صنعتی، یا هوادهی با فشار بالا تولید شود، که با ایجاد حباب‌های گازی باعث پف کردن نان می‌شوند. در بسیاری از کشورها، نان‌های تجاری اغلب حاوی مواد افزودنی برای بهبود طعم، بافت، رنگ، ماندگاری، هضم و سهولت تولید است.

## واژه‌شناسی
ریشهٔ واژهٔ نان از پارسی پهلوی می‌باشد. فرهنگ فارسی دهخدا دربارهٔ «نان» در زبان‌ها و گویش‌های گوناگون چنین آورده‌است:

پهلوی: نان، ارمنی: نکن (نان پخته در خاکستر)، مأخوذ از پهلوی، نیکان = پارسی: نیگان، بلوچی: نگن و نظایر آن، از ایرانی باستان: نگن، منجی: نگهن، کردی :نن، نان، زازا: نا، نان، دوجیکی: نن، گیلکی: نان، فریزندی، یرنی و نطنزی: نون، سمنانی: نونا، سنگسری و سرخه‌ای: نون، لاسگردی: نن، شهمیرزادی: نون، نائینی و ملایری: نو، خراسانی: نو (Noo بر وزن «او»).

## تاریخچه

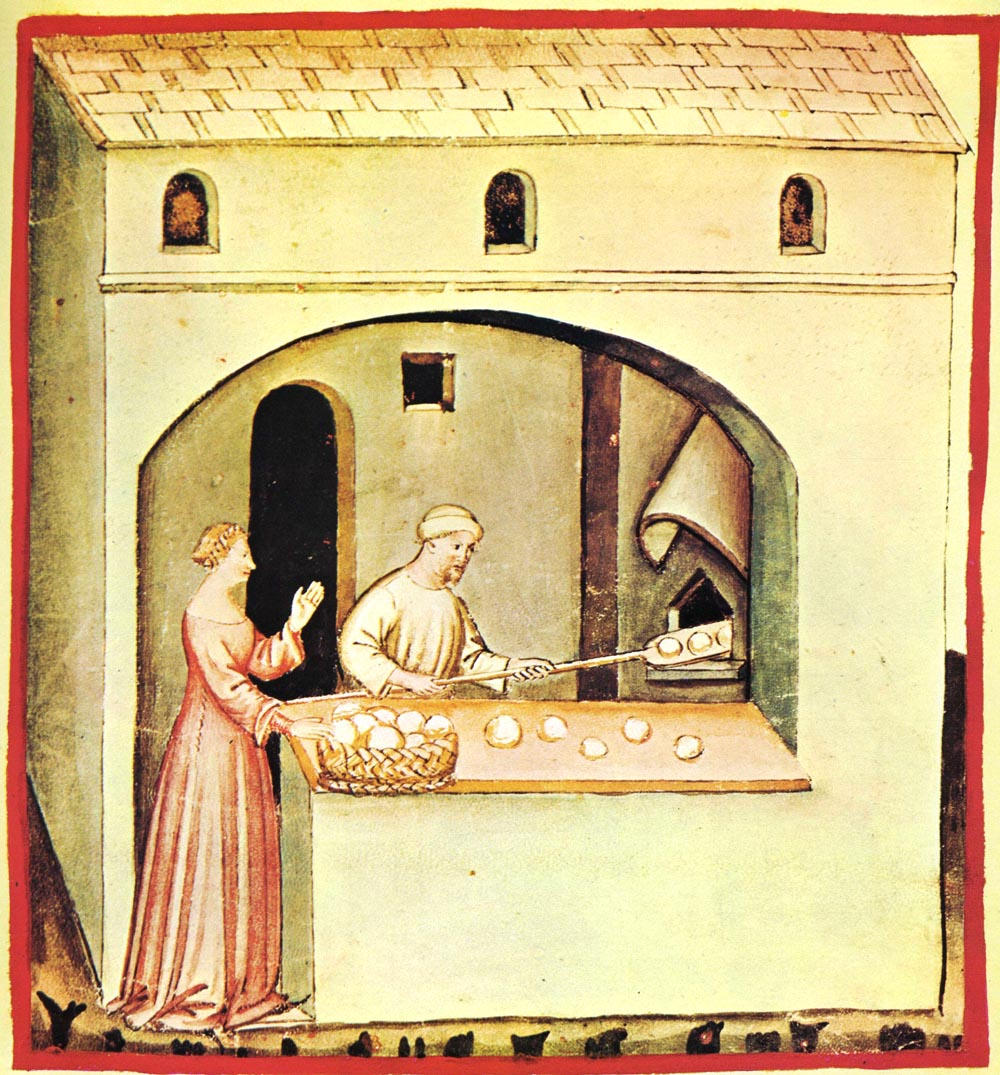
یک نانوایی در ایتالیا در سدهٔ ۱۵ میلادی

نان یکی از قدیمی‌ترین غذاهایی است که بشر آن را تهیه نموده‌است. تاریخچهٔ آن به اواخر عصر سنگ بر می‌گردد. آن زمان بود که برای اولین بار، دانه غلات را با آب مخلوط کرده و سپس خمیر به‌دست آمده را می‌پختند.
در یونان باستان، تهیهٔ نان یکی از مهم‌ترین قسمت‌های آشپزی محسوب می‌شد که البته چون در مراسم مذهبی استفاده می‌گردید، از اهمیت مذهبی هم برخوردار بود. اولین کورهٔ بسته برای پخت غذاها از جمله نان را هم به احتمال زیاد یونانی‌ها ساختند. در تاریخ اروپا، حداقل از قرن ۱۰۰ قبل میلاد مسیح، نان به عنوان غذای اصلی به چشم می‌خورد.
از سال ۱۹۱۲ بود که نان‌های ورقه شده تهیه شد. ابتدا هیچ‌کس از این دسته نان‌ها استقبال نمی‌کرد. چون تصور افراد این بود که نان ورقه شده، زود بیات می‌شوند. اما از سال ۱۹۲۸ میلادی، نان‌ها را برش زده و سپس بسته‌بندی می‌نمودند. از آن زمان، این ابتکار مورد استقبال مردم قرار گرفت.
سالیان سال، مردم ثروتمند از نان‌های سفید و مردم فقیر از نان‌های تیره استفاده می‌کردند. در قدیم نان سفید، نانی مرغوب محسوب می‌شد و چون گران‌تر بود، تنها ثروتمندان قادر به خرید آن بودند. اما از قرن بیستم، این تصور عوض شد. چون از نظر علمی مشخص گردید که نان‌های تیره حاوی مواد مغذی هستند و ارزش غذایی بیشتری دارند؛ در عین حال، نان‌های سفید به‌دلیل وجود مواد مغذی کمتر مورد استفاده قرار می‌گیرند.

## ویژگی‌های شیمیایی و فیزیکی

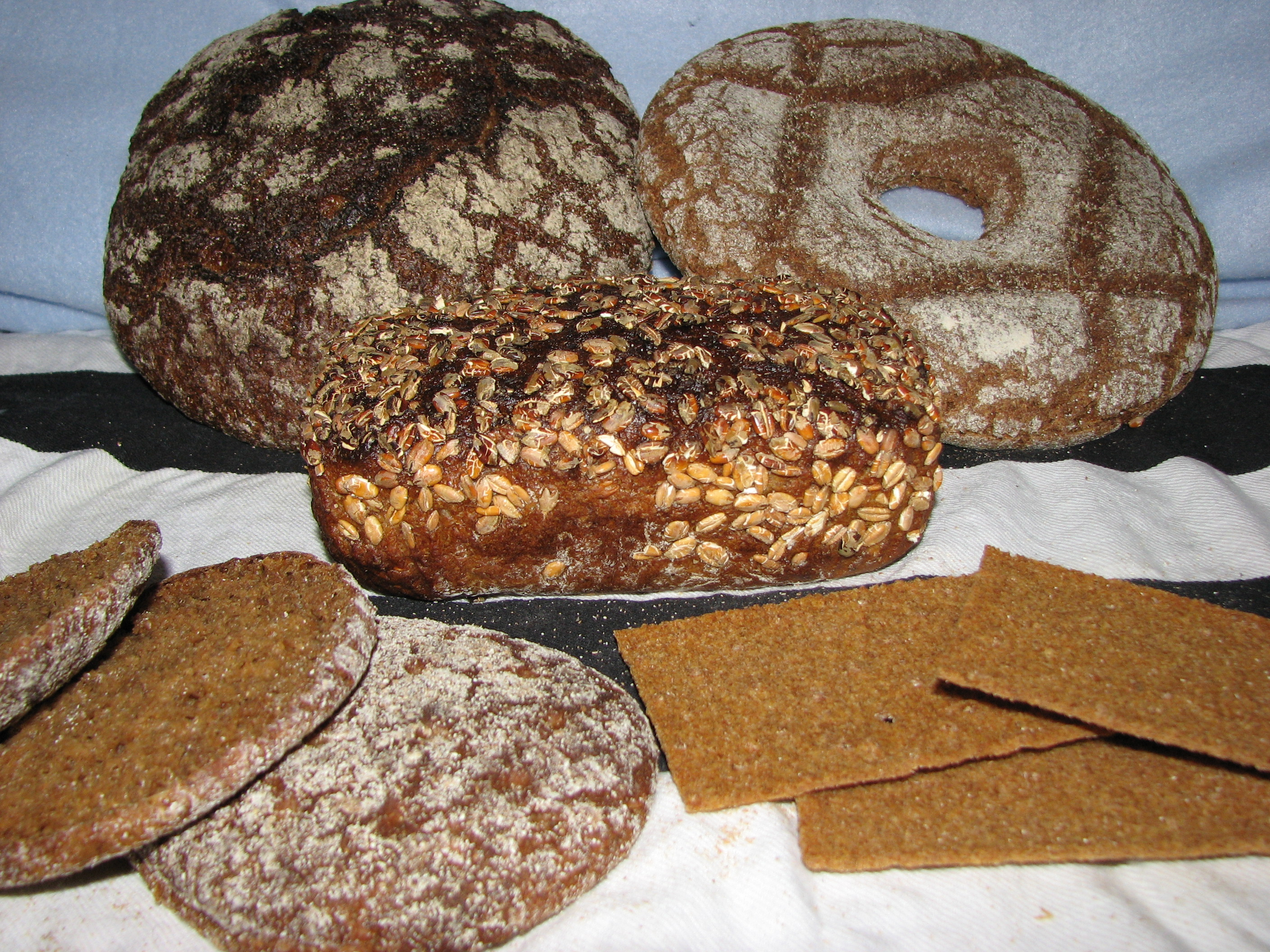
پنج نوع نان رایج فنلاندی

در گندم، ترکیبات فنولی عمدتاً در پوسته به شکل فرولیک اسید متصل نامحلول یافت می‌شود که به مقاومت گندم در برابر بیماری‌های قارچی مربوط می‌شود. نان چاودار حاوی اسیدهای فنولیک و دهیدرودایمرهای فرولیک اسید است.
گلوتنین و گلیادین پروتئین‌هایی هستند که در نان گندم یافت می‌شوند و به ساختار نان کمک می‌کنند. گلوتنین از طریق پیوندهای دی‌سولفیدی بین‌زنجیره‌ای، شبکه‌های گلوتن متصل به هم را در نان تشکیل می‌دهد. گلیادین به‌طور ضعیفی به شبکهٔ گلوتن ایجادشده توسط گلوتنین از طریق پیوندهای دی‌سولفید داخل زنجیره‌ای، متصل می‌شود. از نظر ساختاری، نان را می‌توان به‌عنوان یک فوم الاستیک-پلاستیک (همان استایروفوم) تعریف کرد. پروتئین گلوتنین به ماهیت الاستیک آن کمک می‌کند، زیرا می‌تواند شکل اولیهٔ خود را پس از تغییر شکل، به‌دست‌آورد. پروتئین گلیادین به ماهیت پلاستیکی آن کمک می‌کند، زیرا تغییرات ساختاری برگشت‌ناپذیری را پس از مقدار معینی از نیروی اعمال‌شده نشان می‌دهد. از آنجایی که حفره‌های هوا در این شبکه گلوتن ناشی از تولید دی‌اکسید کربن در طول خمیر شدن است، نان را می‌توان به‌عنوان فوم یا محلول گاز در جامد تعریف کرد.

## تهیهٔ نان

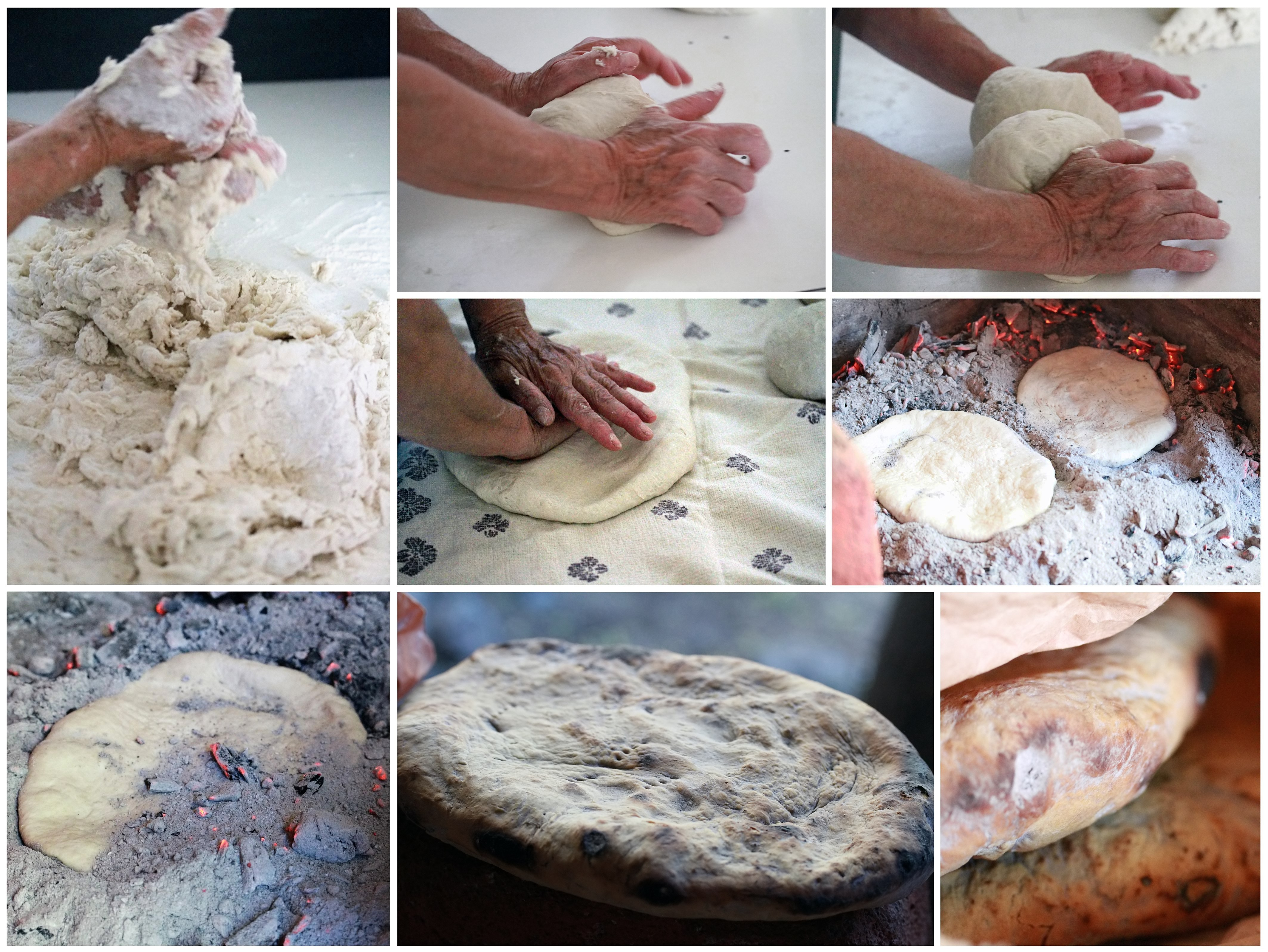
مراحل تهیهٔ نان تورتیا در شیلی

خمیر نان معمولاً به‌صورت تنوری کردن پخته می‌شود، اما برخی نان‌ها را بخارپز (مانند نان مانتو)، سرخ می‌کنند (مانند نان پوری)، یا در ماهی‌تابه‌ای بدون روغن (مانند نان تورتیلا) می‌پزند. خمیر ممکن است تخمیرشده یا بدون تخمیر باشد (مثلا نان مصا)

### فرمولاسیون
نمک، چربی و عامل ورآورنده مانند مخمر و جوش شیرین مواد تشکیل دهندهٔ رایج خمیر هستند، اما نان ممکن است حاوی مواد دیگری مانند شیر، تخم مرغ، شکر، ادویه، میوه (مانند کشمش)، سبزیجات (مانند پیاز)، آجیل‌ها (مانند گردو) یا دانه‌ها (مانند تخم خشخاش) باشد.
کلسیم پروپانوات معمولاً توسط نانوایی‌های تجاری برای به تأخیر انداختن رشد کپک‌ها اضافه می‌شود.

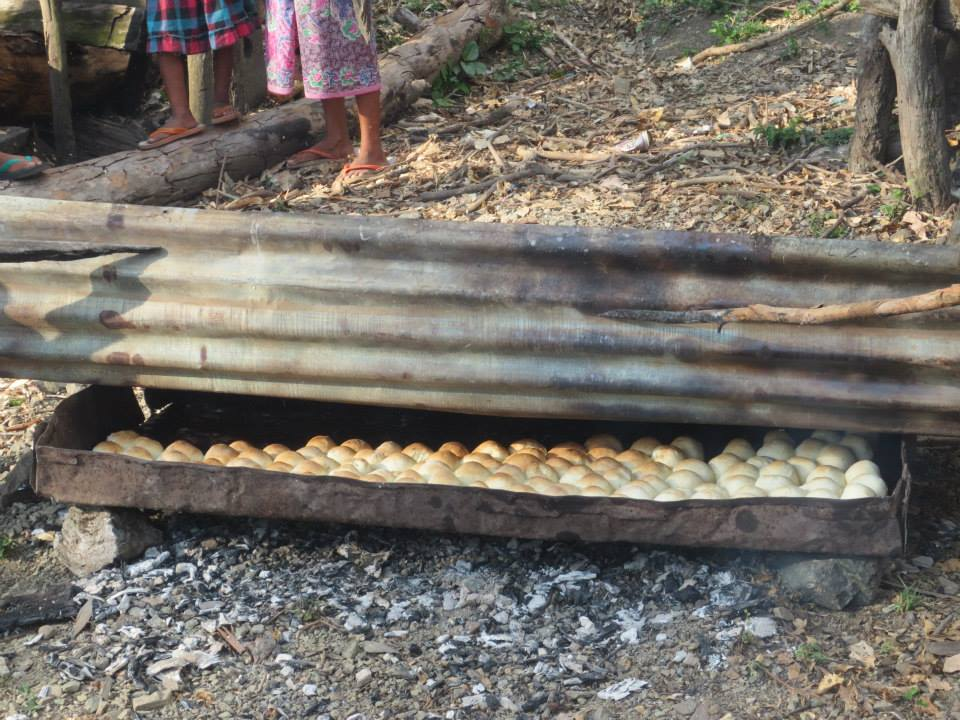
پخت نان در تیمور شرقی

### بخش مایع خمیر
از آب یا مایع دیگری برای تبدیل آرد به خمیر استفاده می‌شود. وزن یا نسبت مایع مورد نیاز بین دستور پخت‌ها متفاوت است، اما نسبت سه قسمت مایع به پنج قسمت آرد برای نان‌های تخمیری معمول است. در برخی دستورالعمل‌ها ممکن است به‌جای آب از مایعاتی مانند شیر یا سایر محصولات لبنی (از جمله دوغ یا ماست)، آب‌میوه یا تخم‌مرغ استفاده شود.

### چربی‌ها
چربی‌هایی مانند کره، روغن‌های گیاهی و حیوانی یا چربی‌های موجود در تخم‌مرغ، می‌توانند به نرم کردن نان و حفظ تازگی و بهبود ساختار و بافت نان کمک کنند.

### بهبوددهنده‌ها
بهبوددهنده‌های نان و حالت‌دهنده‌های خمیر، اغلب در تولید نان‌های تجاری برای کاهش زمان لازم برای ورآمدن و بهبود بافت و حجم استفاده می‌شود. مواد مورد استفاده ممکن است عوامل اکسیدکننده برای تقویت خمیر یا عوامل کاهنده برای تولید گلوتن و کاهش زمان اختلاط، امولسیفایرها برای تقویت خمیر یا ایجاد خواص دیگر مانند آسان کردن برش یا آنزیم‌هایی برای افزایش تولید گاز باشند.

### نمک
نمک طعام (کلرید سدیم) اغلب برای افزایش طعم و محدودکردن فعالیت مخمرها اضافه می‌شود. نمک همچنین با تثبیت و تقویت گلوتن بر نان و بافت کلی آن، تأثیر می‌گذارد. برخی از نانوایان از افزودن نمک اولیه به خمیر، خودداری می‌کنند و تا ۲۰ دقیقه استراحت صبر می‌کنند تا خمیر اتولیز شود. گاهی نیز از مخلوط نمک‌ها استفاده می‌شود، مانند استفاده از پتاسیم کلرید برای کاهش سطح سدیم، و مونوسدیم گلوتامات برای ایجاد طعم اومامی.

### ورآمدن خمیر

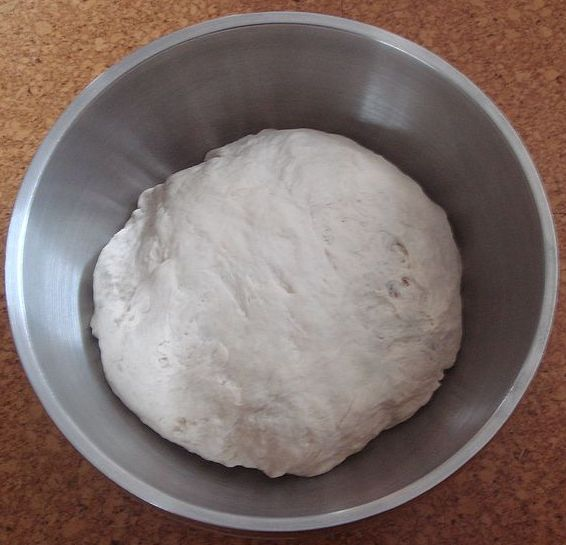
پیش از افزودن مخمر
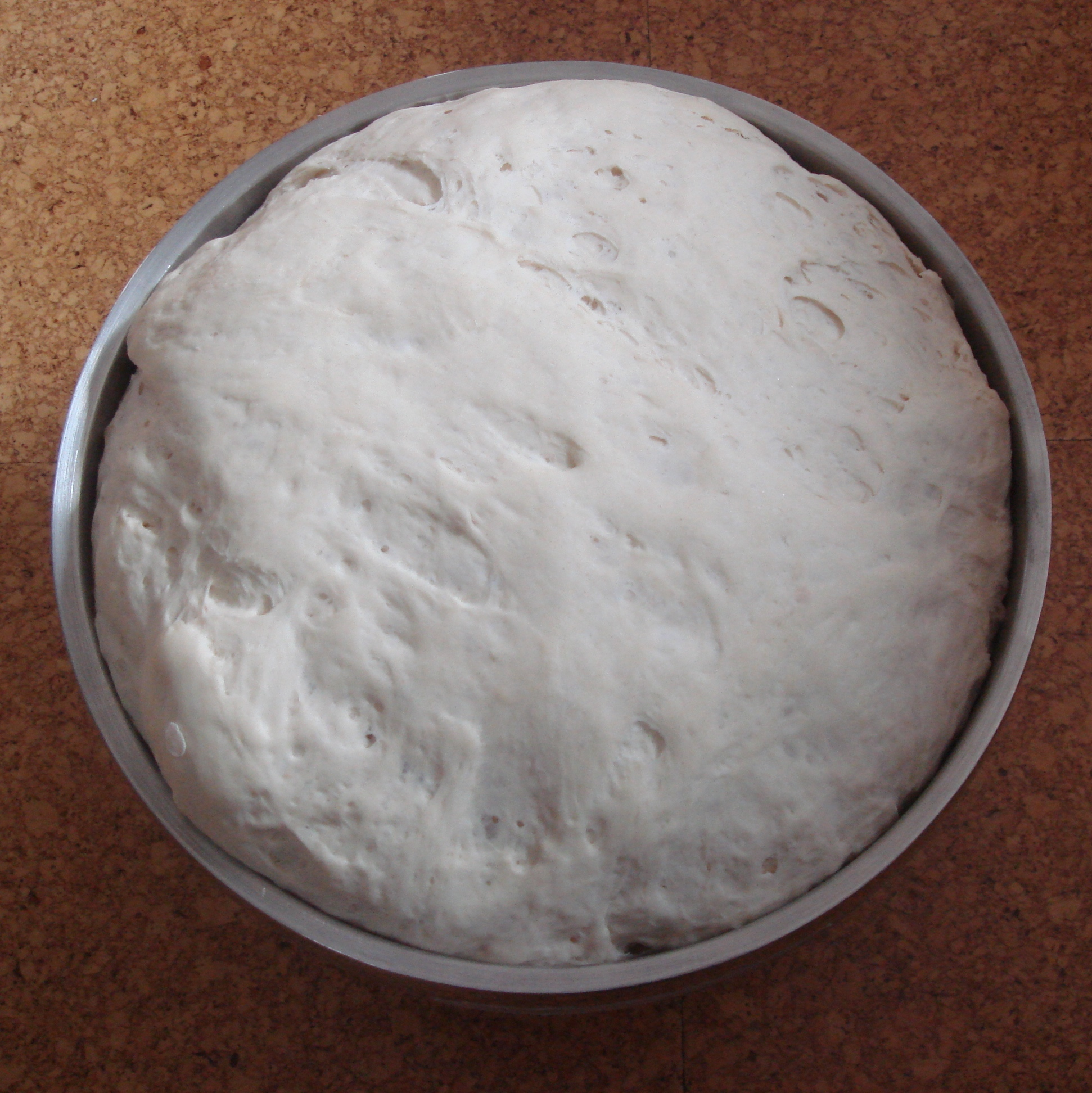
کمی پس از افزودن مخمر
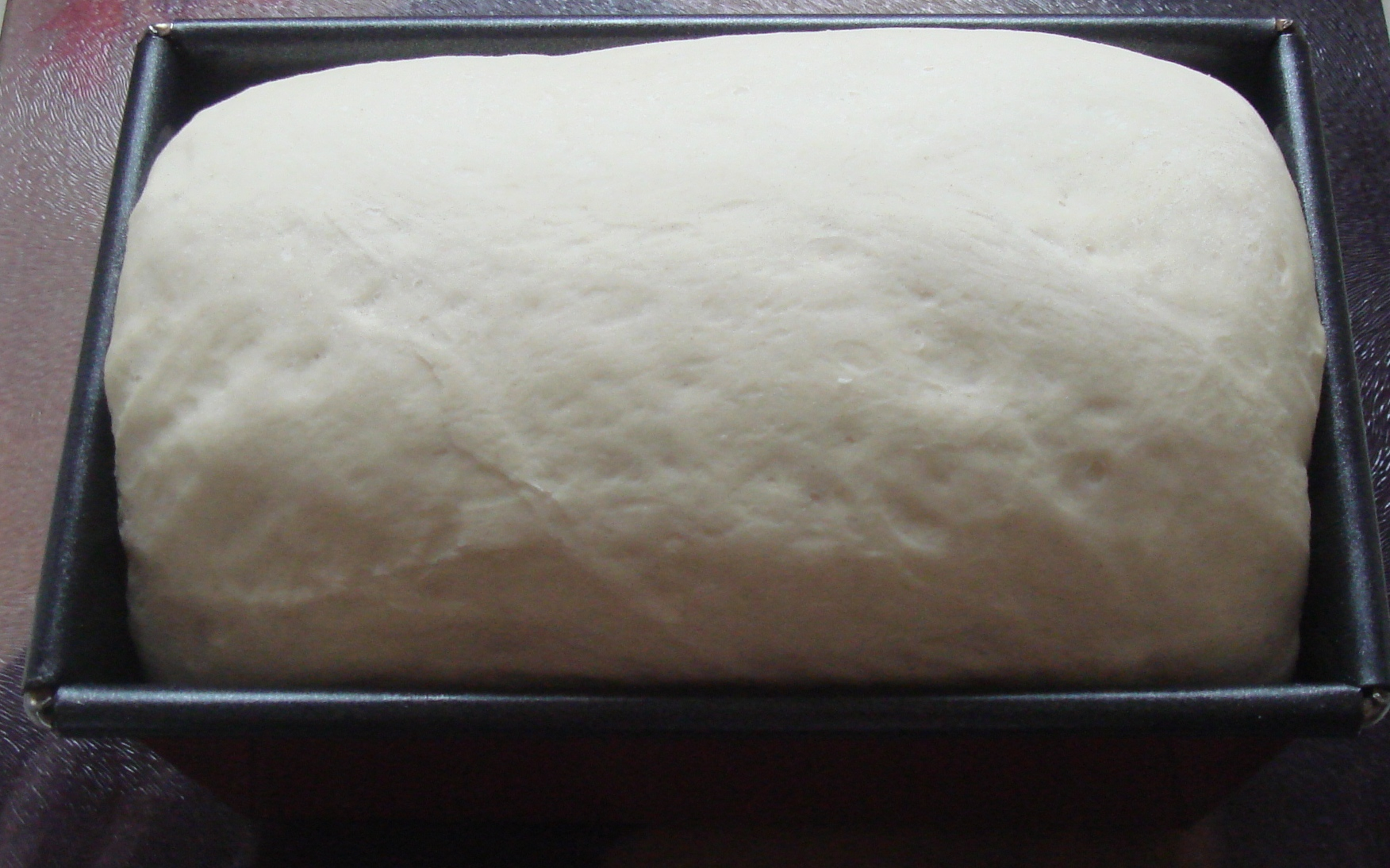
خمیر ورآمده و آمادهٔ پخت

ورآمدن خمیر، فرایندی است که طی آن، گاز وارد خمیر می‌شود تا نانی که تهیه می‌شود، سبک‌تر بوده و آسان‌تر هم جویده شود. در تهیهٔ اغلب نان‌ها خمیر مایه به‌کار می‌رود.
برای ورآمدن بیشتر خمیرها، از خمیر ترش استفاده می‌شود. خمیر ترش، کربوهیدرات موجود در آرد یا شکر را تخمیر می‌کند و گاز دی‌اکسید کربن تولید می‌نماید.
برای تهیه نان در خانه یا کارخانجات، معمولاً از خمیر ترش استفاده می‌شود. گاز حاصل از خمیر ترش سبب ترد شدن نان شده و عطر و طعم خوبی به آن می‌دهد. خمیر ترش، طعم ترشی به خمیر می‌دهد و طی فرایند تخمیر، بخشی از هیدرات‌های کربن موجود در خمیر را تجزیه می‌کند. همین امر، باعث می‌شود که نان راحت‌تر هضم گردد. از دیگر خواص خمیر ترش این است که نان را برای مدت زمان طولانی‌تری تازه نگه می‌دارد.
در تهیهٔ خمیر، خمیر ترش را با دیگر مواد تشکیل‌دهندهٔ خمیر، مخلوط نموده و خوب ورز می‌دهند. سپس خمیر را به کناری می‌گذارند تا خمیر، به اصطلاح استراحت کند. به تدریج حجم خمیر زیاد می‌شود و پس از پایان یافتن این فرایند، خمیر را می‌پزند. مدت زمان لازم برای ورآمدن خمیر نان، کمتر از یک روز کامل است.

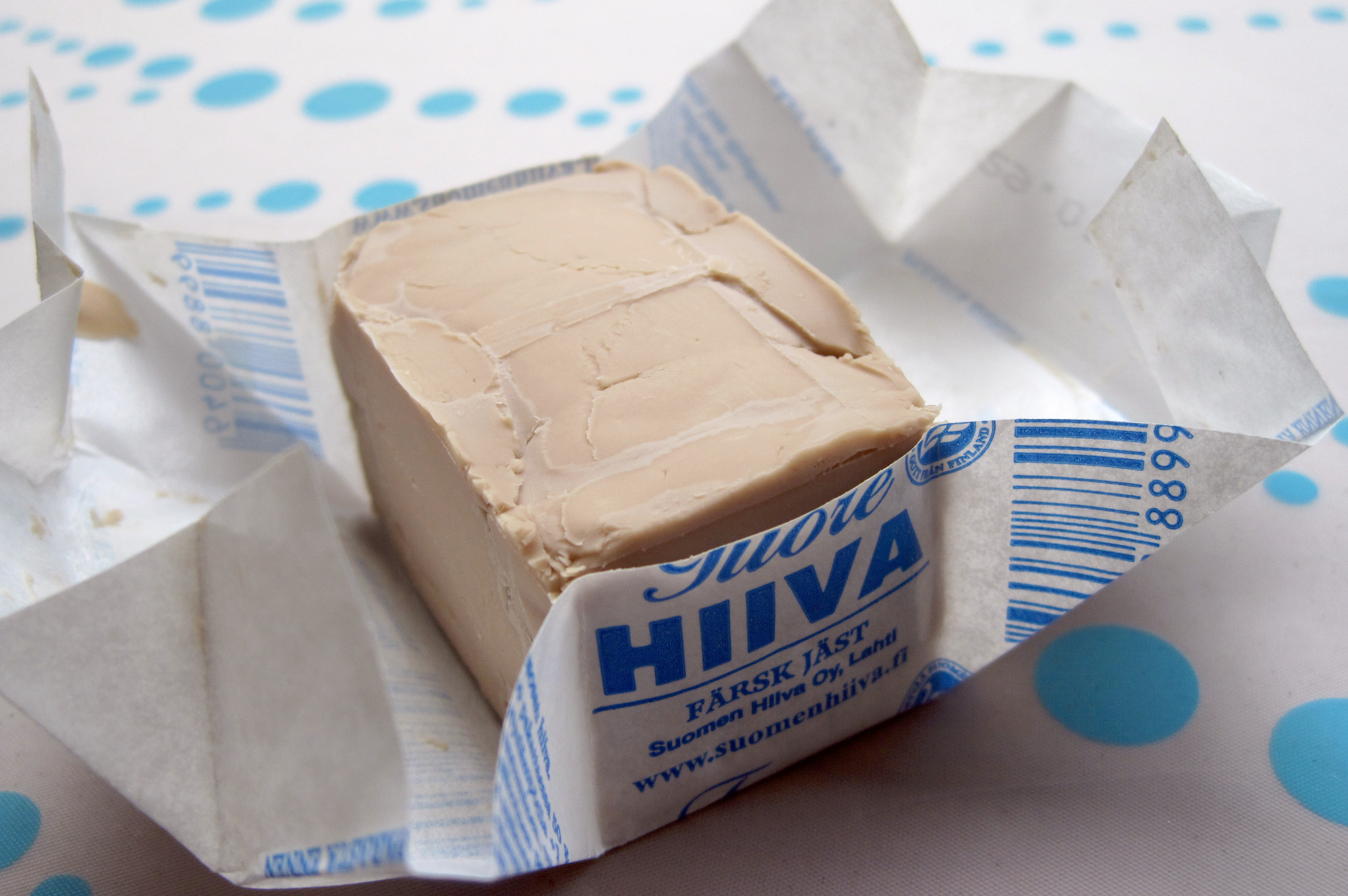
مخمر مرطوب فشرده

## نان در فرهنگ‌های مختلف

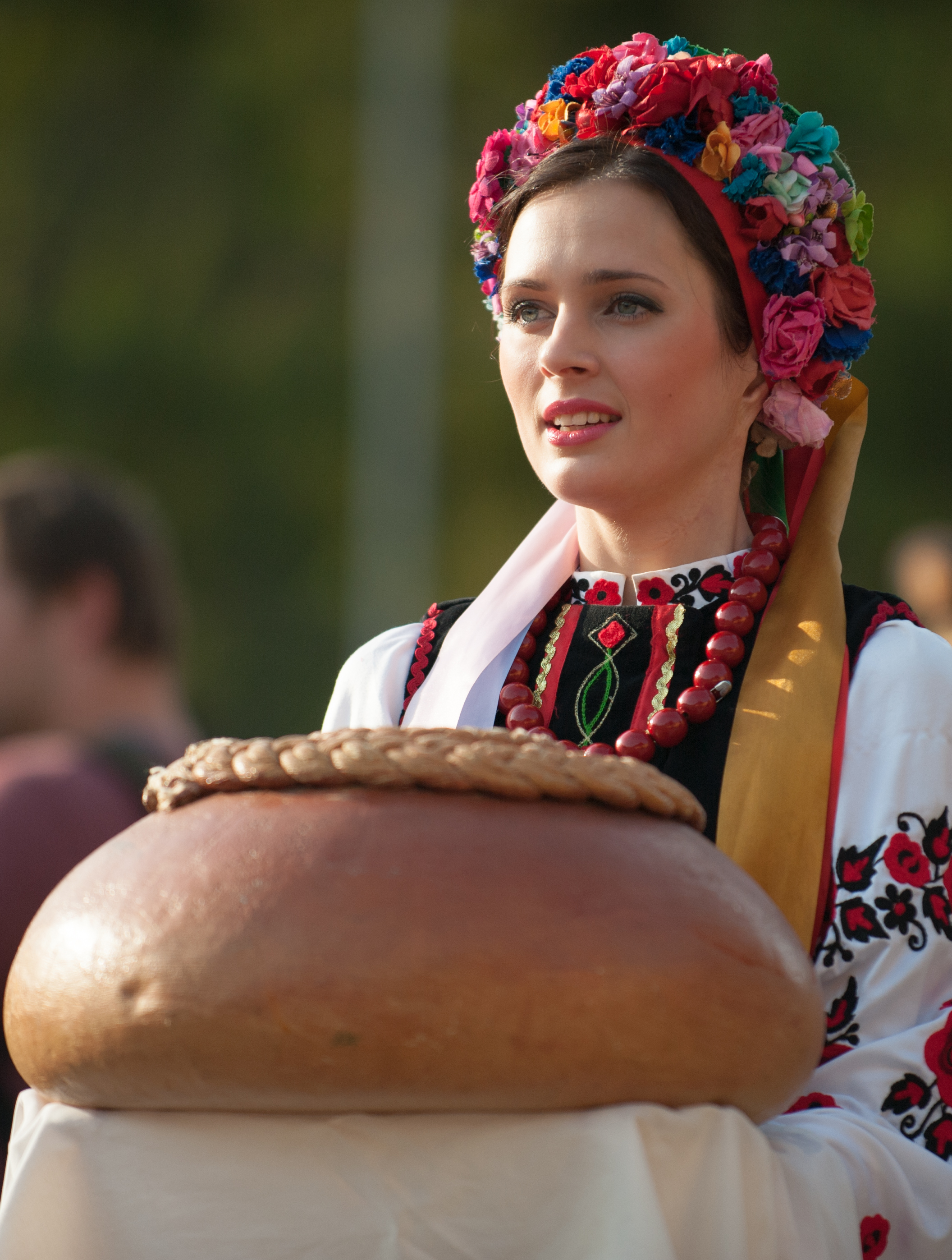
یک زن اوکراینی با لباس ملی در حال پذیرایی با نان و نمک

نان در بسیاری از فرهنگ‌ها فراتر از تغذیه، اهمیت دارد. نان در مسیحیت به‌عنوان یکی از عناصر عشای ربانی (در کنار شراب) و در ادیان دیگر از جمله پاگانیسم دارای اهمیت است.

### ایران

نان سنگک

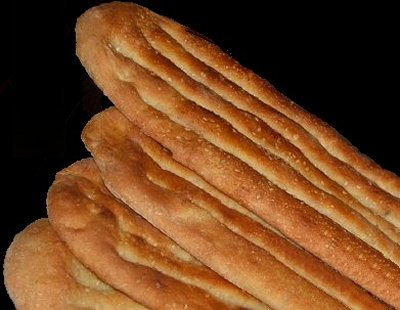
نان بربری

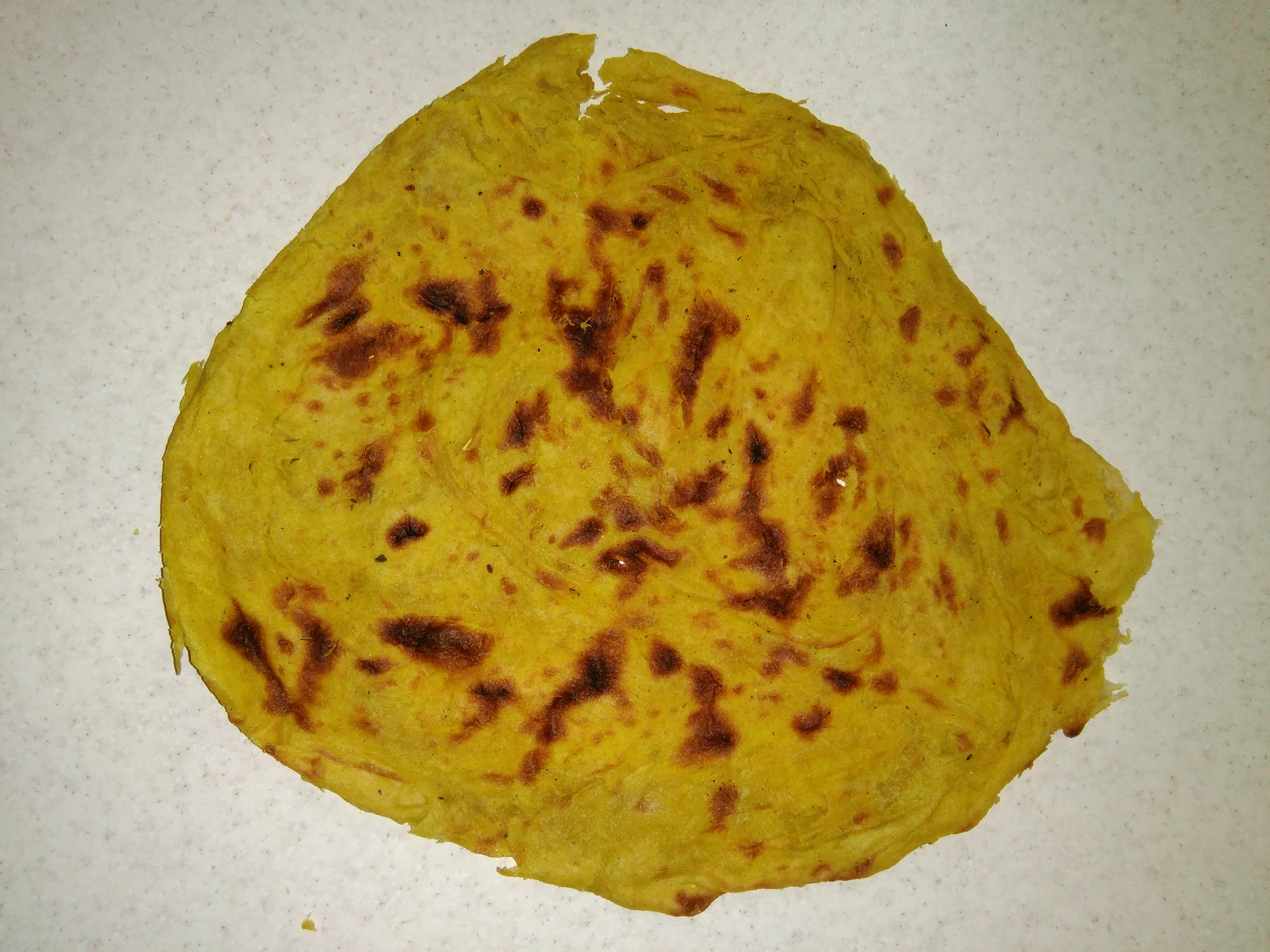
نان روغنی از تولیدهای روستای بروغن، خراسان رضوی

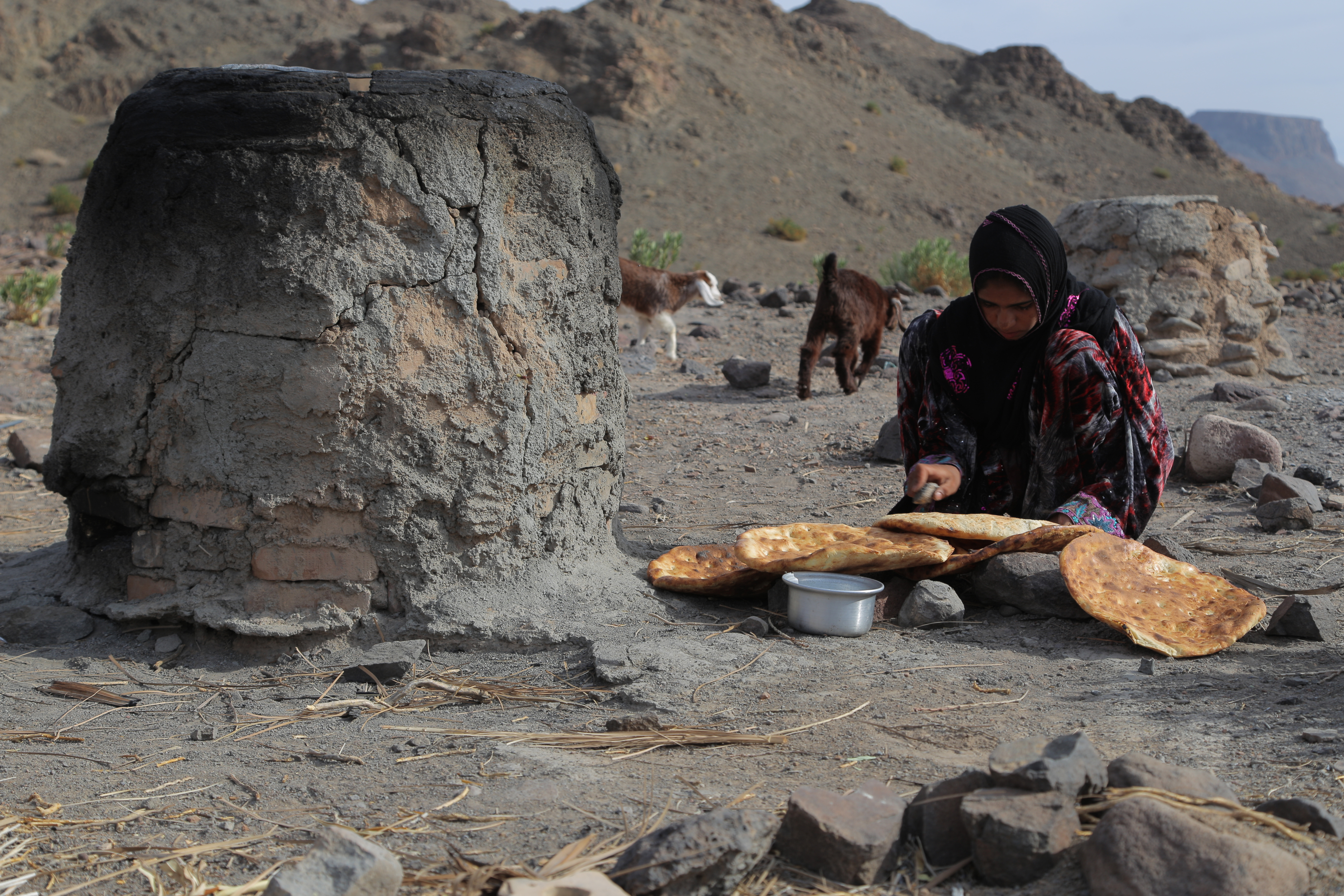
دختر بلوچ در حال پخت نان با یک تنور ابتدایی محلی

مصرف سرانهٔ نان در ایران بالاست و این کشور از نظر انواع نان، یکی از متنوع‌ترین کشورها است. مرسوم‌ترین نان‌های ایرانی عبارت‌اند از: نان تافتون، نان لواش، نان سنگک، نان بربری و نان مشهدی یا نان خراسانی
مصرف سرانهٔ نان در ایران بالاست و این کشور از نظر انواع نان، یکی از متنوع‌ترین کشورها است. مرسوم‌ترین نان‌های ایرانی عبارت‌اند از: نان تافتون، نان لواش، نان سنگک، نان بربری و نان مشهدی یا نان خراسانی
- نان تافتون: از خمیر فطیر یا خمیر «کم ورآمده» پخته می‌شود.
- نان لواش: نوعی نان نازک و ترد به قطر حدود سه میلی‌متر است.
- نان سنگک: نانی نرم‌تر از لواش با کلفتی حدود ۹ میلی‌متر است که در کوره‌های حاوی سنگ پخته می‌شود.
- نان بربری: نانی است قدری سفت‌تر با ضخامت ۱ تا ۲ سانتی‌متر که مانند نان سنگک، خمیر آن ورآمده‌است. این نان، در واقع به‌نام عشایر بربر است که یکی از شاهان قاجار در گذشته در جنوب تهران اسکان داد.
- نان مشهدی یا نان خراسانی: نوعی نان تافتون ضخیم به حساب می‌آید اما خمیر آن کاملاً ورآمده است. از لحاظ اندازه و فرم ظاهری به شکل و شمایل نان بربری پخت می‌شود و به رنگ سفید شیری است.
- نان گلک یا گعک: شبیه تافتون است اما در داخل خمیر آن سبزی به‌نام سرموک یا جزغاله استفاده می‌شود؛ که به آن بر اساس نوع مواد افزوده، نان سرموکی یا نان جزغاله‌ای یا نان قیمه یا قلیه گفته می‌شود.
- نان گرده، نان اگردک یا اگرده (نان وعده صبحانه)، نان روغنی (میان وعده عصرانه)، نانهای سنتی همدان هستند، شیرمال و کماج از شیرینیهای این شهر محسوب میشوند. از نانهای محلی همدان که در خانه ها پخته میشود (نان خانگی) نان-شیرینی کاتا یا گاتاست که توسط جامعه ارمنیان همدان به این شهر راه یافته است.
- نان روغنی یا نان خشک (خشکه) از خمیر فطیر درست شده ولی روغن گوسفند هم به آن اضافه کرده‌اند. پس از پخت، خشک و ترد و مثل بیسکویت می‌شود. ممکن است گاهی به این نان، کنجد، شیره انگور یا شکر می‌افزایند.
- نان شیرمال: شیرمال نوعی نان است که از آرد گندم و شیر و روغن پخته می‌شود.[۱۶]
- نان قندی
- گُلاج (غلاج): مانند نان بربری است ولی کلفتی آن در حدود ۴ سانتی‌متر است و در مازندران و گرگان متداول است.
- نان فطیر: فطیر یکی از نان‌های سنتی ایرانی است که بیشتر در استان‌های مرکزی، خراسان رضوی، همدان، زنجان، آذربایجان شرقی، آذربایجان غربی، اردبیل، لرستان تولید می‌شود.
- نان خانگی آران: این نان با خمیرمایهٔ مخصوص درست می‌شود که دارای زنجبیل، آرد نخودچی و سرکه است.
- نان ساجی
- نان تیری یکی از نانهای سنتی ایرانی است که در استانهای چهارمحال  و بختیاری، خوزستان و قسمتهایی از استان اصفهان(غرب) کهکیلویه و بویراحمد استفاده میشود، وجه تسمیه آن بعلت استفاده از تیر چوبی برای پهن کردن خمیر آن بر روی توسی است؛ بنظر میرسد ابزار تولید این نان ریشه در تاریخ ایل بختیاری داشته و این ابزار بیشتر شبیه ابزار جنگ است، تیر شباهت به نیزه داشته که در طول زمان به شکل کوتاه امروزی در آمده است و توه(تاوه) شباهت زیاد به سپر سربازان دارد، این نان که بسیار نازک است، به ضخامت حدود یک میلیمتر با پهن کردن چانه نان بر روی توسی بوسیله تیر و انداختن آن بروی توه ای که با آتشی که در زیرش افروخته میشود(امروزه نوع گازی آن نیز ساخته میشود)بعمل میآید.
- نان مشتک بوشهر
- نان کلوکی هرمزگان
- نان لاکو[۱۷][۱۸][۱۹]

سمنان
استان سمنان به‌دلیل تنوع فرهنگی و اقلیمی، دارای انواع نان‌های سنتی است که در مناسبت‌های مختلف تهیه می‌شوند. با توجه به این تنوع، برخی کارشناسان فرهنگی پیشنهاد داده‌اند که سمنان به‌عنوان «سرای نان» یا «پایتخت نان ایران» معرفی شود. در همین راستا، جشنواره‌هایی با محوریت نان در سمنان برگزار شده‌است.
برخی از این نان‌ها عبارت‌اند از: نان گولاچ، نان شیرمال، نان کماچ، نان بقسمات، نان پیازی، نان گردویی، نان جزقاله، نان فتیر، نان خشک سمنانی، نان چای، کاک شاهرودی، تفتان دامغان، شیر فتیر، کلوا، نان غینیچه، نان‌های ایل سنگسر و... .
نان گولاچ: نان محلی سمنان است که با آرد، زردچوبه و ادویه‌های معطر تهیه شده و پس از سرخ‌شدن در روغن، با پودر قند و دارچین تزئین می‌شود. این نان در آیین‌های مذهبی مانند شب برات به‌عنوان خیرات برای درگذشتگان پخته می‌شود. نان گولاچ در تاریخ ۳۰ دی ۱۳۹۴ با شماره ثبت ۱۱۱۵ در فهرست میراث فرهنگی ناملموس ایران به ثبت رسیده‌است.
نان کماچ: نان سنتی دیگری از سمنان است که با آرد، شکر و روغن تهیه شده و در مناسبت‌های خاص پخته می‌شود.
نان بقسمات: نان خشک و شیرینی است که به‌عنوان سوغات سمنان شناخته می‌شود و در فهرست میراث معنوی کشور به ثبت رسیده‌است. نان بقسمات در تاریخ ۴ بهمن ۱۳۹۱ با شماره ثبت ۹۰۳ در فهرست آثار ملی ایران ثبت شده‌است.
نان فتیر: نان سنتی دیگری است که در روستای ایج شهرستان سرخه استان سمنان پخته می‌شود و در فهرست میراث فرهنگی ناملموس ایران ثبت شده‌است.
نان‌های ایل سنگسر: نان‌هایی مانند گولاچ، فتیر، پنجه‌کش، کل خوشکه، لاتیم لاجیرزک و آرشه لایی از جمله نان‌های متنوع مربوط به عشایر ایل سنگسر هستند که در فهرست آثار ملی معنوی کشور به ثبت رسیده‌اند.
نان غینیچه: نان خشک سنتی است که در استان سمنان پخته می‌شود و در فهرست میراث فرهنگی ناملموس ایران ثبت شده‌است.

### پاراگوئه
در این کشور حدود ۷۰ گونه کیک (Chipa) و گونه‌های متعدد نان با استفاده از آرد نشاسته مانیوک و آرد غلاتی چون ذرت و گنم تهیه می‌گردد.
از جمله نان‌های مرسوم و متداول در پاراگوئه می‌توان به موارد ذیل اشاره نمود:
- نان چیپا که هم به شکل شیرینی و هم به صورت نان و با استفاده از ترکیباتی چون پنیر، تخم مرغ و آرد نشاسته مانیوک تهیه می‌گردد.
- Chipa Guasú که یکی دیگر از گونه‌های نان چیپا در پاراگوئه است که از غله ذرت تهیه می‌گردد و به نوعی اصیل‌ترین گونه نان پاراگوئه‌ای به‌شمار می‌آید..
- Lampreado یکی از انواع نان‌های پاراگوئه‌ای است که در تهیه آن از آرد نشاسته مانیوک استفاده شده و به صورت سرخ کرده تناول می‌گردد.

### کرهٔ جنوبی
- نان سورا که نوعی نان اسفنجی است که درون آن را با لایه‌ای از قهوه موکا یا اسانس آن پر می‌کنند.
- نان سوربو که در واقع نوعی نان کلوچه‌ای است که در ترکیبات آن آرد، شکر، تخم مرغ و روغن حیوانی به چشم می‌خورد. سطح خارجی این نان ترد و شیرین و درون آن کاملاً نرم است.
- نان گیونگجو که نماد شهر گیونگجو در کره جنوبی است و در اصل نوعی نان شیرینی است که درون آن را با خمیر لوبیا قرمز پر می‌کنند.
- نان گردویی که از ترکیب آرد گندم، جو له‌شده، گردو و سایر تنقلات همچون بادام، فندق، روغن دانه انگور، آب، مخمر و نمک دریایی تهیه می‌گردد.
- نان سیب‌زمینی شیرین کره‌ای که از ترکیب سیب‌زمینی شیرین پخته‌شده و چاشنی‌هایی همچون دارچین و جوز هندی تهیه می‌گردد.
- نان نشاستهٔ مانیوک و دانه کنجد کره‌ای که از ترکیب آرد نشاستهٔ مانیوک و دانه‌های سرخ کردهٔ کنجد تهیه می‌گردد و به‌واسطهٔ شکل چسبنده و پوسته‌پوسته‌اش مشهور است.
- نان قهوهٔ موکا که از ترکیب آرد موکا، تخم‌مرغ، آب و شیر تهیه می‌گردد و طعمی ترد و در عین حال، بافتی نرم و چسبنده دارد.
- نان آرد سویای کره‌ای که از ترکیب آرد مالت، آرد دانهٔ سویا و آرد گندم تهیه می‌گردد. در تهیهٔ این نان، آرد مالت در آب ولرم خیس داده می‌شود و آب آن با آرد گندم ترکیب و برای مدتی در معرض حرارت ملایم قرار می‌گیرد و پس از آن، آرد دانهٔ سویا به آن افزوده و از خمیر حاصل، نان مذکور تهیه می‌گردد.

### عراق
- الخبز (khubz)، که نوعی نان مسطح عربی است که همانند بسیاری از کشورهای غرب آسیا، در عراق نیز تناول می‌گردد.
- بورک (Burek)، که نوعی نان شیرینی توپر سرخ شده یا پخته شده‌است که در تهیهٔ آن از نوعی خمیر موسوم به Phyllo استفاده شده و درون آن را با پنیر شور فتا، گوشت، سیب‌زمینی و سبزیجات پر می‌کنند.
- لفا (laffa)، که نوعی نان پیتا البته به سبک عراقی آن به‌شمار می‌آید.
- مرکوک (Markook)، که نوعی نان مسطح است که مصرف آن به ویژه در کشورهای شرق دریای مدیترانه از جمله عراق متداول است.
- نان پیتا (Pita)، که مرسوم‌ترین و متداول‌ترین گونهٔ نان در کشورهای عربی به‌شمار می‌آید.
- سمون (Samoons)، که یکی دیگر از نان‌های مسطح متداول در عراق است.
- کاک (Kaak) که به گونه‌های مختلف فراورده‌های مشتق شده از آرد که در جهان عرب و خاور نزدیک تناول می‌گردند گفته می‌شود.

### فیلیپین
- ensaymada، که نوعی نان شیرینی خوش طعم است که با کره تهیه می‌گردد و روی آن شکر و پنیر می‌ریزند و تناول آن به ویژه در ایام کریسمس بسیار پرطرفدار و متداول است. گاهی داخل آن را با گوشت یا نارگیل پر می‌کنند.
- نان نارگیلی، که نوعی نان شیرینی است که درون آن را با ترکیبی از نارگیل و ملاس پر می‌کنند.
- putok، که نوعی نان گرد کوچک و سخت است که سطح آن را شکر فراگرفته‌است.
- kababayan، که نوعی نان کلوچه‌ای شیرین و شبیه به مدال است که تا حدودی به لحاظ غلظت و قوام، مرطوب است.
- نان اسپانیائی، که نوعی نان شیرینی حلقه‌ای است که به نان کروسان (پیش از آن‌که به صورت هلال درآمده باشد) شبیه است و در تهیهٔ آن از کره و شکر استفاده می‌گردد.
- Gradenia Bread، نانی است که به واسطه طعم مطلوب، تازگی، نرمی و ارزش غذایی آن معروف است. گفتنی است کمپانی GBPI، در روزی که به “Happy Bread Day” یا روز نان شاد معروف است، با همکاری بنیاد کودکان فیلیپین، زمینهٔ لازم برای تهیهٔ این نان توسط صدها کودک را فراهم می‌آورد.

## نگارخانه

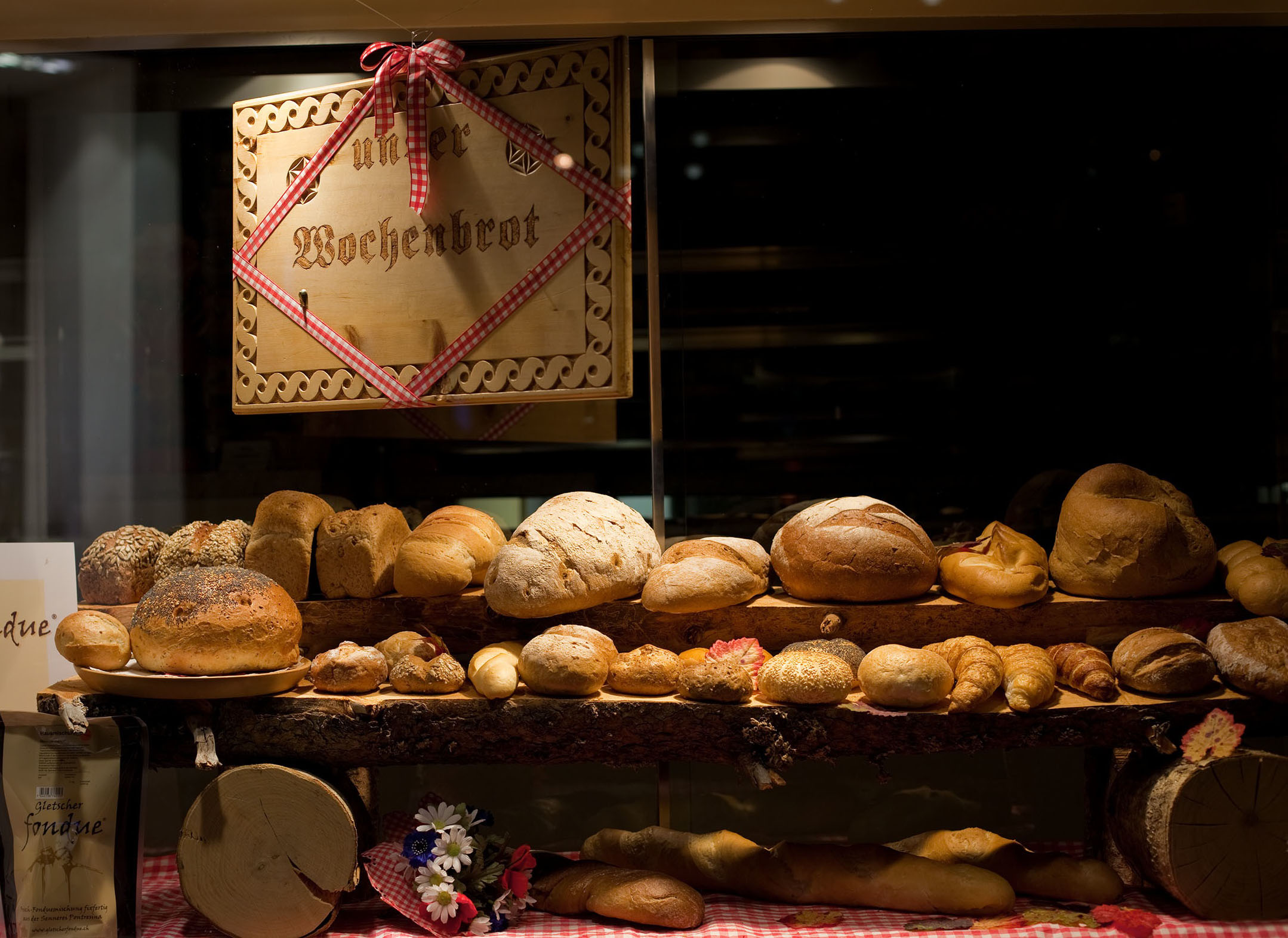
چند نوع نان در یک نان‌فروشی در سوئیس
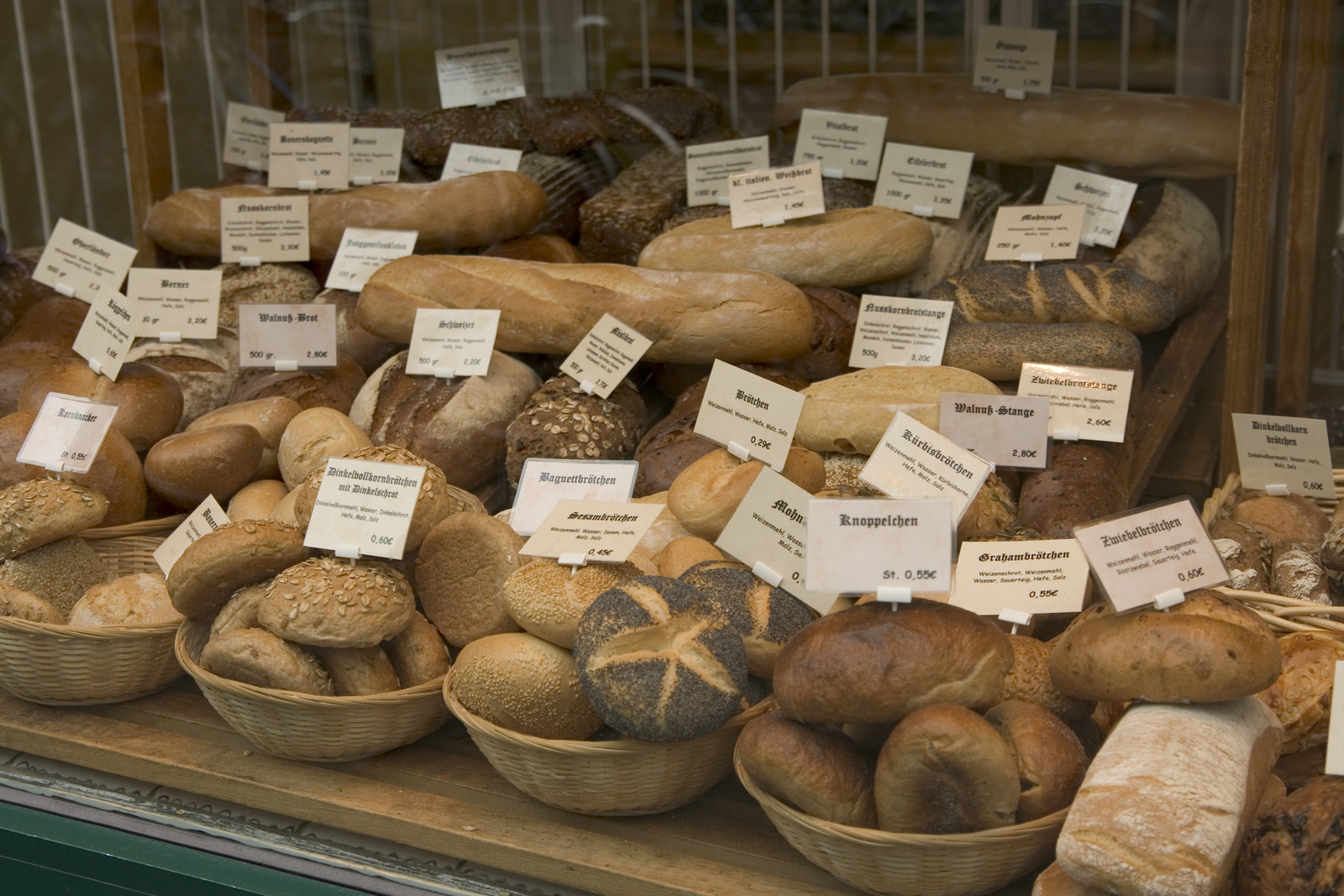
چند نوع نان در یک نان‌فروشی در آلمان
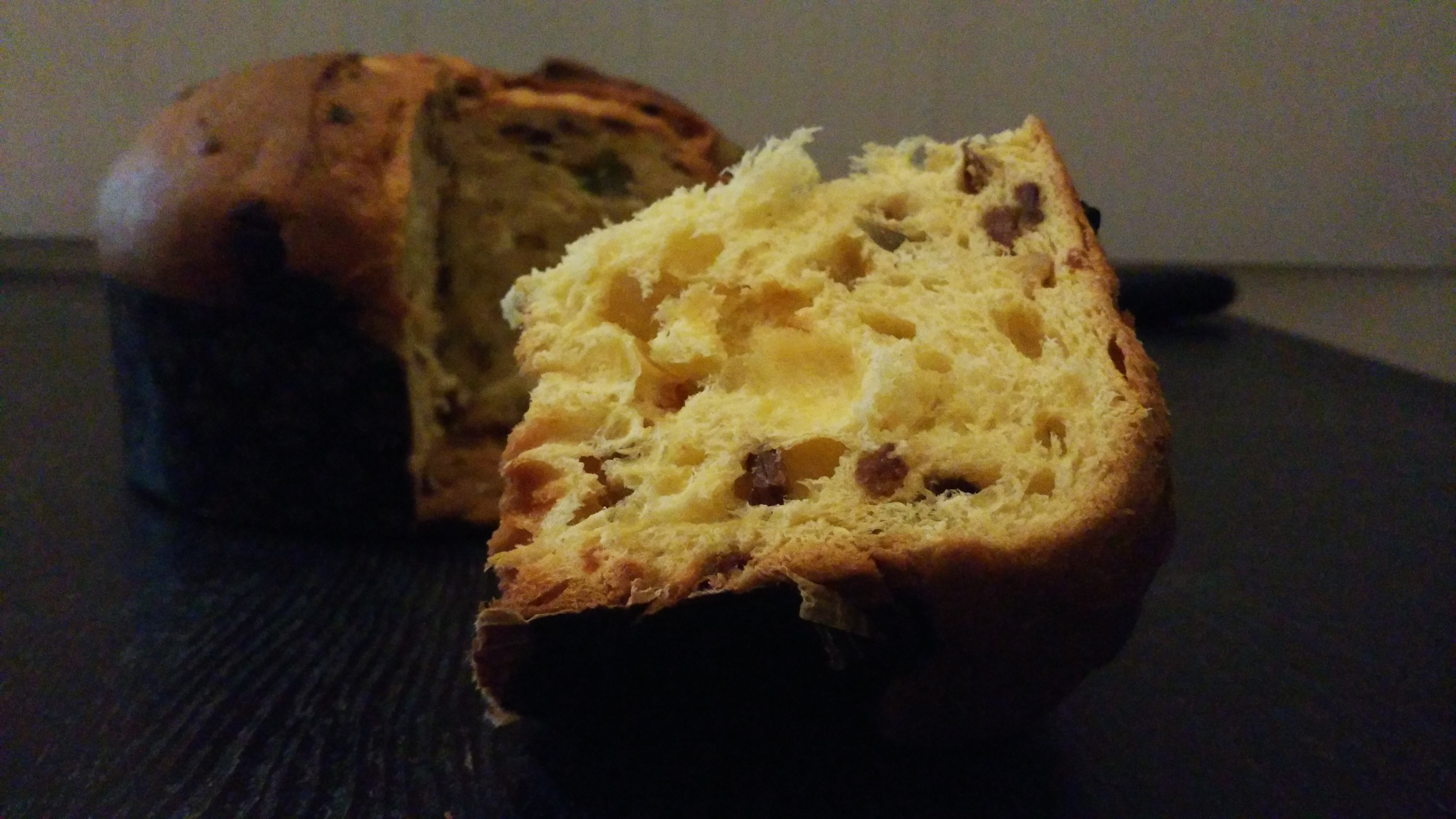
Panettone، نوعی نان ایتالیایی کمی شیرین و دارای کشمش
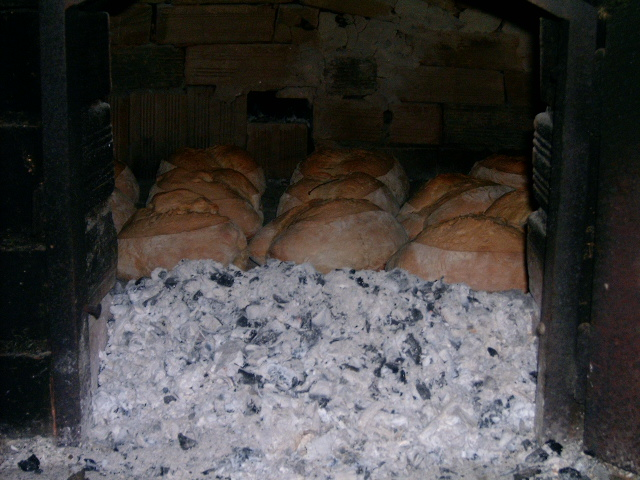
پخت نان در فر آشپزی سنتی

## انواع
- نان آبجو

نان آبجو نوعی نان سنتی است که با استفاده از آبجو به جای آب در تهیه خمیر درست می‌شود. این نان به دلیل وجود مخمر طبیعی در آبجو، بافتی سبک و طعمی متمایز دارد. معمولاً در کشورهای اروپایی مانند آلمان و بلژیک محبوب است و اغلب با انواع پنیر و گوشت سرو می‌شود. نان آبجو ممکن است با آرد گندم یا چاودار تهیه شود و گاهی اوقات ادویه‌هایی مانند رازیانه یا زیره به آن اضافه می‌شود تا عطر و طعم آن را غنی‌تر کند.

- نان سنگک

نان سنگک یکی از نان‌های سنتی ایرانی است که روی سنگ‌های داغ پخته می‌شود و به همین دلیل سطح آن ترد و داخلش نرم است. این نان معمولاً با آرد سبوس‌دار تهیه می‌شود و به دلیل ارزش غذایی بالا، مورد توجه بسیاری از افراد قرار دارد. نان سنگک اغلب به صورت لواش‌های بزرگ پخته می‌شود و برای صبحانه یا همراه با پنیر و سبزی مصرف می‌شود.

- نان لواش

نان لواش یک نان نازک و تخت است که در ایران و کشورهای همسایه مانند ترکیه و ارمنستان محبوبیت دارد. این نان به سرعت پخته می‌شود و به دلیل نازک بودن، برای استفاده در ساندویچ‌ها یا همراه با غذاهای مختلف مناسب است. نان لواش معمولاً از آرد سفید، آب، نمک و مخمر تهیه می‌شود و در تنورهای سنتی پخته می‌شود.

- نان بربری

نان بربری یکی از نان‌های پرطرفدار در ایران است که بافتی ضخیم و سطحی ترد دارد. این نان معمولاً با آرد سفید یا مخلوطی از آرد سفید و سبوس‌دار تهیه می‌شود و روی آن با کنجد تزئین می‌شود. نان بربری به دلیل حجم زیاد و طعم خوشمزه‌اش، اغلب با کباب یا غذاهای سنگین سرو می‌شود.

- نان روغنی

نان روغنی نوعی نان شیرین است که با روغن، شیر و شکر تهیه می‌شود و بافتی نرم و لطیف دارد. این نان معمولاً در مناسبت‌های خاص یا به عنوان یک میان‌وعده شیرین مصرف می‌شود. نان روغنی ممکن است با افزودن موادی مانند هل یا زعفران طعم‌دار شود و در برخی مناطق به صورت حلقوی یا گرد پخته می‌شود.

- نان شور

نان شور نوعی نان ساده است که با نمک زیاد تهیه می‌شود و طعمی شور و خوشمزه دارد. این نان معمولاً به عنوان همراهی برای پنیر یا دیگر مواد غذایی استفاده می‌شود و در برخی مناطق به صورت خشک و ترد نیز عرضه می‌شود. نان شور ممکن است با آرد سفید یا سبوس‌دار تهیه شود و گاهی اوقات با کنجد یا سایر دانه‌ها تزئین می‌شود.

- نان شکری

نان شکری یک نان شیرین است که با شکر، شیر و گاهی اوقات تخم‌مرغ تهیه می‌شود. این نان معمولاً به صورت حلقوی یا گرد پخته می‌شود و سطح آن با شکر یا دارچین پوشانده می‌شود. نان شکری اغلب به عنوان یک میان‌وعده یا دسر مصرف می‌شود و در برخی مناطق به صورت گرم سرو می‌شود.

- نان خرمایی
- نان خرما و گردو
- نان شیرمال
- نان گولاچ
- نان کاکائویی
- نان فطیر
- نان فلزی
- نان تست
- نان برنجی
- نان سیب‌زمینی
- نان هویج
- نان سوخاری
- نان صحرایی
- نان سیر
- نان چای
- نان خمیر ترش
- نان همبرگر
- نان سفید
- نان ساجی
- نان لاکو
- نان پیتا